# Placy-Montaigu
Placy-Montaigu è un comune francese di 223 abitanti situato nel dipartimento della Manica nella regione della Normandia.

## Società

### Evoluzione demografica
Abitanti censiti